# Дворац Мокрице
Дворац Мокрице (словен. grad Mokrice) је добро очуван замак, око 8 км југоисточно од Брежица у Републици Словенији, близу границе са Хрватском. Обновљен је у 16. веку, и потпуно реновиран 1941. Након НОБ претворен је у хотел.

## Историја
Први пут се помиње 1444. у власништву властелинске породице Себриах, касније хрватског бана Петра Ердедија. Уочи сељачке буне 1573. био је у власништву подбана Амброза Грегоријанеца, чији је сукоб са Фрањом Тахијем био један од катализатора побуне. Недалеко од замка је подбан Гашпар Алапић потукао побуњене сељаке 6. фебруара 1573.